# Haiti ai Giochi della XXVIII Olimpiade
Haiti partecipò ai Giochi della XXVIII Olimpiade, svoltisi ad Atene, Grecia, dal 13 al 29 agosto 2004, con una delegazione di 8 atleti impegnati in quattro discipline.

## Risultati

### Atletica leggera
| Q | Qualificato al turno successivo per la Classifica in qualificazione                                                          |
| q | Qualificato per il turno successivo per ripescaggio o, negli eventi su campo, conquistando la misura minima per qualificarsi |

Maschile
Eventi su pista e strada
| Atleta         | Evento         | Batteria  | Batteria   | Quarti di finale | Quarti di finale | Semifinale      | Semifinale      | Finale          | Finale          |
| Atleta         | Evento         | Risultato | Classifica | Risultato        | Classifica       | Risultato       | Classifica      | Risultato       | Classifica      |
| -------------- | -------------- | --------- | ---------- | ---------------- | ---------------- | --------------- | --------------- | --------------- | --------------- |
| Dadi Denis     | 400 m piani    | 47"57     | 7º         | N.D.             | N.D.             | non qualificato | non qualificato | non qualificato | non qualificato |
| Moise Joseph   | 800 m piani    | 1'48"15   | 6º         | N.D.             | N.D.             | non qualificato | non qualificato | non qualificato | non qualificato |
| Dudley Dorival | 110 m ostacoli | 13"39     | 1º Q       | 13"39            | 2º Q             | 13"39           | 5º              | non qualificato | non qualificato |

Femminile
Eventi su pista e strada
| Atleta         | Evento         | Batteria  | Batteria   | Semifinale | Semifinale | Finale          | Finale          |
| Atleta         | Evento         | Risultato | Classifica | Risultato  | Classifica | Risultato       | Classifica      |
| -------------- | -------------- | --------- | ---------- | ---------- | ---------- | --------------- | --------------- |
| Nadine Faustin | 100 m ostacoli | 12"94     | 3ª q       | 12"74      | 8ª         | non qualificata | non qualificata |

### Judo
Maschile
| Atleta        | Evento  | 16-esimi                    | Ottavi               | Quarti               | Semifinali           | Ripescaggio                 | Finale / FB          | Pos.            |
| Atleta        | Evento  | Avversario Punteggio        | Avversario Punteggio | Avversario Punteggio | Avversario Punteggio | Avversario Punteggio        | Avversario Punteggio | Pos.            |
| ------------- | ------- | --------------------------- | -------------------- | -------------------- | -------------------- | --------------------------- | -------------------- | --------------- |
| Ernst Laraque | −73 kg  | Guilheiro (BRA) P 0000–1001 | non qualificato      | non qualificato      | non qualificato      | non qualificato             | non qualificato      | non qualificato |
| Joel Brutus   | +100 kg | Miran (IRI) P 0001–1002     | non qualificato      | non qualificato      | non qualificato      | Tataroğlu (TUR) P 0000–1000 | non qualificato      | non qualificato |

### Pugilato
Maschile
| Atleta      | Evento      | 16-esimi             | Ottavi               | Quarti               | Semifinali           | Finale               | Pos.            |
| Atleta      | Evento      | Avversario Punteggio | Avversario Punteggio | Avversario Punteggio | Avversario Punteggio | Avversario Punteggio | Pos.            |
| ----------- | ----------- | -------------------- | -------------------- | -------------------- | -------------------- | -------------------- | --------------- |
| Andre Berto | Pesi welter | Noël (FRA) P 34–36   | non qualificato      | non qualificato      | non qualificato      | non qualificato      | non qualificato |

### Taekwondo
Maschile
| Atleta      | Evento | Ottavi               | Quarti               | Semifinali           | Ripescaggio 1        | Ripescaggio 2        | Finale / FB          | Pos.            |
| Atleta      | Evento | Avversario Punteggio | Avversario Punteggio | Avversario Punteggio | Avversario Punteggio | Avversario Punteggio | Avversario Punteggio | Pos.            |
| ----------- | ------ | -------------------- | -------------------- | -------------------- | -------------------- | -------------------- | -------------------- | --------------- |
| Tudor Sanon | +80 kg | Moitland (CRC) P 2–3 | non qualificato      | non qualificato      | non qualificato      | non qualificato      | non qualificato      | non qualificato |